# Luc Jacquet
Pour les articles homonymes, voir Jacquet.
Luc Jacquet, né le 5 décembre 1967 à Bourg-en-Bresse, est un réalisateur français.
Il est surtout connu pour son film documentaire La Marche de l'empereur, succès mondial pour lequel il a notamment reçu l'Oscar du meilleur film documentaire en 2006. Passionné par l'Antarctique, il s'est consacré à ce continent dans un grand nombre de projets, dont La Glace et le Ciel, sélectionné comme film de clôture lors du festival de Cannes 2015. Essentiellement documentariste, il a réalisé un seul long métrage de fiction à ce jour, Le Renard et l'Enfant.

## Biographie
Né à Bourg-en-Bresse, Luc Jacquet passe sa jeunesse dans la partie jurassienne de l'Ain. C'est dans cet environnement que naît progressivement sa passion pour la nature : « J’ai commencé à me créer un monde, à lever le nez, à prendre plaisir à regarder, à écouter le chant des oiseaux ». C'est aussi dans ce cadre qu'il s'habitue au froid et à la neige.
Écologue de formation, Luc Jacquet étudie à l'Université Lyon I, où il obtient une maîtrise de biologie animale en 1991 (plus précisément de biologie des organismes et des populations), puis à l'université de Grenoble où il passe un DEA en gestion des milieux naturels montagnards en 1993. Il se destine alors à un avenir de chercheur en comportement animal. Il effectue de nombreux stages de terrain, travaillant notamment sur l'écologie aquatique, sur l'ornithologie ou encore sur une population de marmottes dans le massif de la Vanoise. Il adopte déjà un tempérament qu'il décrit lui-même comme « touche-à-tout et vagabond ». Selon lui, ses études scientifiques lui ont également permis d'acquérir une certaine rigueur qui lui sont nécessaires dans sa carrière de cinéaste.

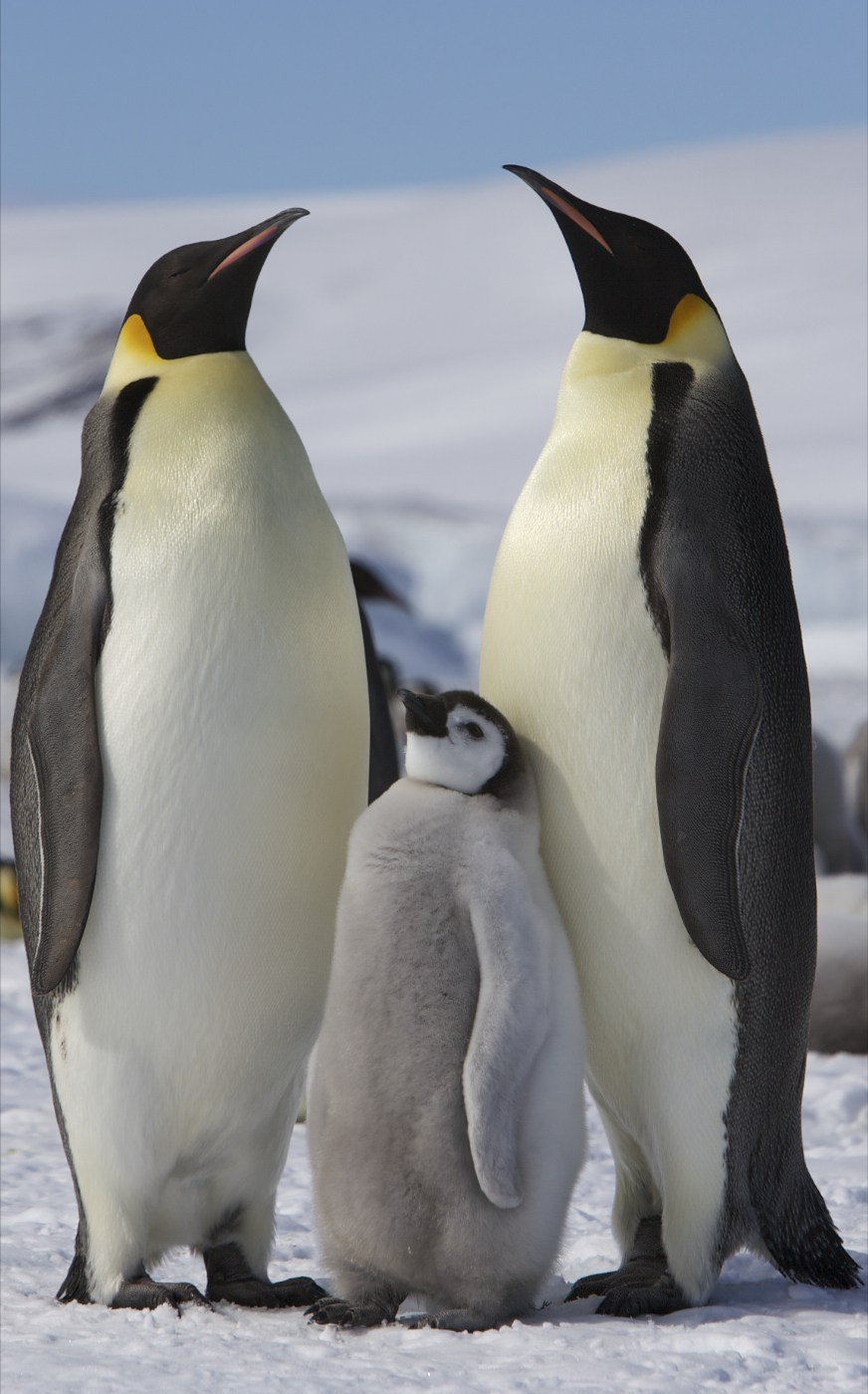
Les manchots empereurs sont les personnages-phares de plusieurs films auxquels Luc Jacquet a participé comme réalisateur ou chef opérateur, dont La Marche de l'empereur, qui lui a valu un succès mondial et un Oscar.

C'est dans le cadre de ses études lyonnaises qu'il répond en 1992 à une annonce cherchant quelqu'un pour aller en Antarctique étudier des manchots empereurs : « recherche biologiste n’ayant peur de rien, prêt à partir quatorze mois au bout du monde ». Ce sont alors ses premiers contacts avec ce continent et ces animaux. C'est aussi pour lui l'occasion de faire une formation sur le 35 mm alors qu'il n'avait jamais utilisé une caméra. Lors de cette mission ornithologique du CNRS, on lui confie ainsi le rôle de caméraman auprès du réalisateur suisse Hans-Ulrich Schlumpf pour le film documentaire Le Congrès des pingouins. Cette expérience est décisive : Luc Jacquet décide de se consacrer aux films documentaires, se rendant compte que cela l'intéresse plus que la recherche.
Il travaille ainsi sur plusieurs documentaires, essentiellement animaliers et généralement en Antarctique ou dans les îles australes, en tant que chef opérateur. Il réalise ensuite ses propres documentaires, dont Le Léopard de mer : la part de l'ogre en 1999 et Des manchots et des hommes en 2004, tous deux primés dans plusieurs festivals. Au début des années 2000, il commence à développer son projet de long métrage cinématographique qui deviendra réalité lors de la sortie en 2005 de La Marche de l'empereur. Ce film connaît un succès mondial et reçoit de nombreuses récompenses, notamment l'Oscar du meilleur film documentaire, le 5 mars 2006, lors de la 78e cérémonie des Oscars à Hollywood.
En 2007, il sort son deuxième long métrage au cinéma, Le Renard et l'Enfant, une fiction largement tournée sur le plateau de Retord, dans la région naturelle et historique du Bugey, dans l'Ain. L'histoire se base en partie sur un souvenir d'enfance de Luc Jacquet : sa rencontre avec un renard.
En 2010, il fonde l'association Wild-Touch, avec la volonté de donner une utilité concrète à sa notoriété internationale. C'est dans le cadre de Wild-Touch qu'il commence, en août 2010, aux côtés du botaniste Francis Hallé, à tourner son nouveau projet, Il était une forêt (projet initialement intitulé C'était la forêt des pluies), un documentaire sur les forêts primaires. En parallèle, il réfléchit aussi depuis 2008, aux côtés de Guillaume Laurant et François Royet, à un scénario de fiction en 3D sur l'art préhistorique, provisoirement intitulé La Fresque,, projet que la société de production Bonne Pioche annonce en phase de développement jusqu'en 2012 avant de le retirer de sa liste de projets.
En 2011, il s'engage aussi dans la création de Lumières Numériques, une société de restauration et de postproduction cinématographique, basée à Villeurbanne. Toujours en 2011, il est président du jury du 8e Festival international du film documentaire océanien. En 2012, il est commissaire de l'exposition Animal pour la galerie Alice Mogabgab à Beyrouth,. En avril 2013, il participe à un débat de l'Université de la Terre à la Maison de l'UNESCO sur le thème « Les artistes : éclaireurs du monde de demain ».
Son troisième long métrage cinématographique, Il était une forêt, en collaboration avec le botaniste Francis Hallé, sort le 13 novembre 2013, puis obtient une nomination au César du meilleur film documentaire en 2014. Luc Jacquet préside ensuite le jury de l'édition 2014 du Festival international du film Aventure et Découverte de Val-d'Isère. La même année, Luc Jacquet réalise un court métrage, La Course à la vie (ou The Race for Life), pour la promotion de la vaccination des enfants, dans le cadre du projet The Art of Saving a Life mené par la fondation Bill-et-Melinda-Gates.

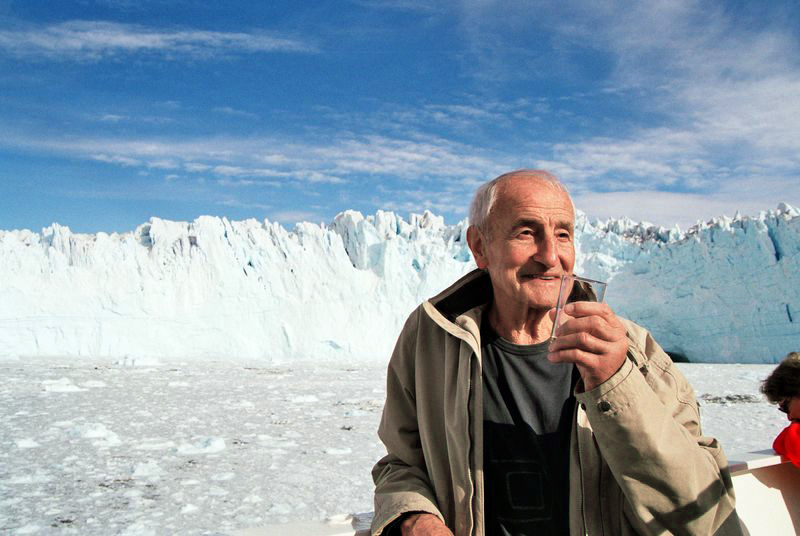
Le climatologue Claude Lorius (ici en 2008), sujet de son quatrième long métrage, La Glace et le Ciel.

En mars 2015, le Festival du cinéma d'environnement de Washington (en) organise une rétrospective de ses films ; Luc Jacquet vient alors présenter ses trois premiers longs métrages cinématographiques ainsi que les premières images de son quatrième, alors en cours de production. Ce nouveau documentaire, La Glace et le Ciel, retrace la vie et le travail du climatologue Claude Lorius. Il est présenté pour la première fois en clôture du Festival de Cannes 2015 et sort ensuite le 21 octobre de la même année.
Il était une forêt et La Glace et le Ciel sont développés au sein de métaprojets de son association Wild-Touch, dans une démarche de « médiation du cinéma, de la science et de l'enseignement », avec le développement de projets pédagogiques sur les thèmes concernés. Jacquet considère alors que, « en mettant les moyens du cinéma au service de la pédagogie », il fait « presque du cinéma militant ». Il dit se sentir obligé d'utiliser de parler d'environnement et de l'avenir de la planète dans ses films : « En d’autres temps, j’aurais fait d’autres films. Mais je fais du cinéma d’acharnement, du cinéma politique, du cinéma qui n’a pas le choix. Il crée, avec notamment les photographes Vincent Munier et Laurent Ballesta, l'exposition Antarctica, présentée au Musée des Confluences à Lyon du 26 avril 2016 au 16 avril 2017 ». En février 2017, il sort un nouveau film sur les manchots, L'Empereur, parfois présenté comme une suite de La Marche de l'empereur.
Dans une lettre ouverte à Jean-Yves Le Drian, ministre des Affaires étrangères, il appelle en octobre 2018 à la création d'un sanctuaire marin en Antarctique.
Fin 2018, il collabore avec la marque de luxe Loro Piana et réalise Cashmere: the Origin of a Secret, un court métrage documentaire sur le cachemire publié en octobre 2019. Cette œuvre est le premier chapitre d'une trilogie consacrée au savoir-faire et à la politique de la maison italienne.
En 2020, Luc Jacquet crée sa société de production Icebreaker, basée à Monaco. Cette société de production est destinée à produire et financer des projets artistiques qui sensibilisent autour des enjeux environnementaux,. Les projets d'Icebreaker s'orientent autour de quatre thèmes : les îles Galápagos,, la Sibérie, la grotte de Lascaux et le corail.

## Filmographie
| Année (Première projection ou diffusion publique) | Titre (Mention du réalisateur s'il ne s'agit pas de Luc Jacquet seul)                        | Type(s) de film ou de production audiovisuelle = distribué au cinéma | Fonction(s)                                  |
| ------------------------------------------------- | -------------------------------------------------------------------------------------------- | -------------------------------------------------------------------- | -------------------------------------------- |
| 1993                                              | Le Congrès des pingouins (Der Kongreß der Pinguine) de Hans-Ulrich Schlumpf                  | long métrage documentaire                                            | Chef opérateur                               |
| 1993                                              | Lettres australes                                                                            | documentaire (récit d'aventure)                                      | Réalisateur                                  |
| 1995                                              | L'Hermine, le Renard et le Blaireau de Jean-Philippe Macchioni                               | documentaire animalier                                               | Chef opérateur                               |
| 1995                                              | Le Triton et la Salamandre de Jean-Philippe Macchioni                                        | documentaire animalier                                               | Chef opérateur                               |
| 1995                                              | Pauline à la ferme                                                                           | série documentaire pour les enfants                                  | Chef opérateur                               |
| 1995                                              | Un voyage en Autriche, Vienne, Salzbourg                                                     | documentaire                                                         | Réalisateur                                  |
| 1996                                              | Monsieur Cincle de Jean-Philippe Macchioni                                                   | documentaire animalier                                               | Chef opérateur                               |
| 1996                                              | Les Lézards de Jean-Philippe Macchioni                                                       | documentaire animalier                                               | Chef opérateur                               |
| 1996                                              | Les Hirondelles de Jean-Philippe Macchioni                                                   | documentaire animalier                                               | Chef opérateur                               |
| 1996                                              | Les Chamois de Jean-Philippe Macchioni                                                       | documentaire animalier                                               | Chef opérateur                               |
| 1996                                              | Camille à la montagne                                                                        | série documentaire pour les enfants                                  | Réalisateur                                  |
| 1996                                              | Le Printemps des phoques de Weddell                                                          | documentaire animalier                                               | Réalisateur, chef opérateur                  |
| 1998                                              | Animal Zone                                                                                  | magazine télévisuel hebdomadaire                                     | Rédacteur scientifique (12 premiers numéros) |
| 1999                                              | Le Léopard de mer : la part de l'ogre                                                        | documentaire animalier                                               | Réalisateur, chef opérateur                  |
| 1999                                              | L’Astrolabe en Terre Adélie                                                                  | documentaire d’exploration scientifique                              | Réalisateur                                  |
| 2000                                              | L’Art de vivre d'une baleine tueuse (Killer Whales: Up Close and Personal) de Bertrand Loyer | documentaire animalier                                               | Chef opérateur                               |
| 2001                                              | La Tique et l'Oiseau                                                                         | documentaire animalier                                               | Réalisateur, chef opérateur                  |
| 2001                                              | Une plage et trop de manchots                                                                | documentaire animalier                                               | Réalisateur, scénariste, chef opérateur      |
| 2004                                              | Sous le signe du serpent                                                                     | documentaire animalier                                               | Réalisateur                                  |
| 2004                                              | Des manchots et des hommes de Luc Jacquet et Jérôme Maison                                   | documentaire animalier making-of                                     | Réalisateur, scénariste, chef opérateur      |
| 2004                                              | Antarctique printemps express                                                                | documentaire animalier                                               | Réalisateur, chef opérateur                  |
| 2005                                              | Comme un manchot sans ailes de Jérôme Maison                                                 | documentaire animalier                                               | Chef opérateur                               |
| 2005                                              | La Marche de l'empereur                                                                      | long métrage documentaire documentaire animalier                     | Réalisateur, scénariste                      |
| 2006                                              | Mutual of Omaha's Wild Kingdom (en) épisode A Man Among Orcas de Jean-François Barthod       | série de documentaires animaliers                                    | Caméraman (images additionnelles)            |
| 2007                                              | Le Renard et l'Enfant                                                                        | long métrage de fiction                                              | Réalisateur, scénariste                      |
| 2010                                              | C'était la forêt des pluies                                                                  | court métrage documentaire                                           | Réalisateur, chef opérateur                  |
| 2013                                              | Il était une forêt                                                                           | long métrage documentaire                                            | Réalisateur, chef opérateur                  |
| 2014                                              | La Course à la vie (ou The Race for Life)                                                    | court métrage spot de prévention                                     | Réalisateur, scénariste                      |
| 2015                                              | La Glace et le Ciel                                                                          | long métrage documentaire                                            | Réalisateur, scénariste                      |
| 2017                                              | L'Empereur                                                                                   | long métrage documentaire                                            | Réalisateur, scénariste, chef opérateur      |
| 2023                                              | Voyage au pôle Sud                                                                           | long métrage documentaire                                            | Réalisateur, scénariste, narrateur           |
| en projet                                         | Depuis le matin du monde - Galapagos, le laboratoire de l'évolution[réf. nécessaire]         | long métrage documentaire                                            | Réalisateur                                  |
| projet non abouti,                                | La Fresque                                                                                   | long métrage de fiction                                              | Réalisateur, scénariste                      |

## Distinctions

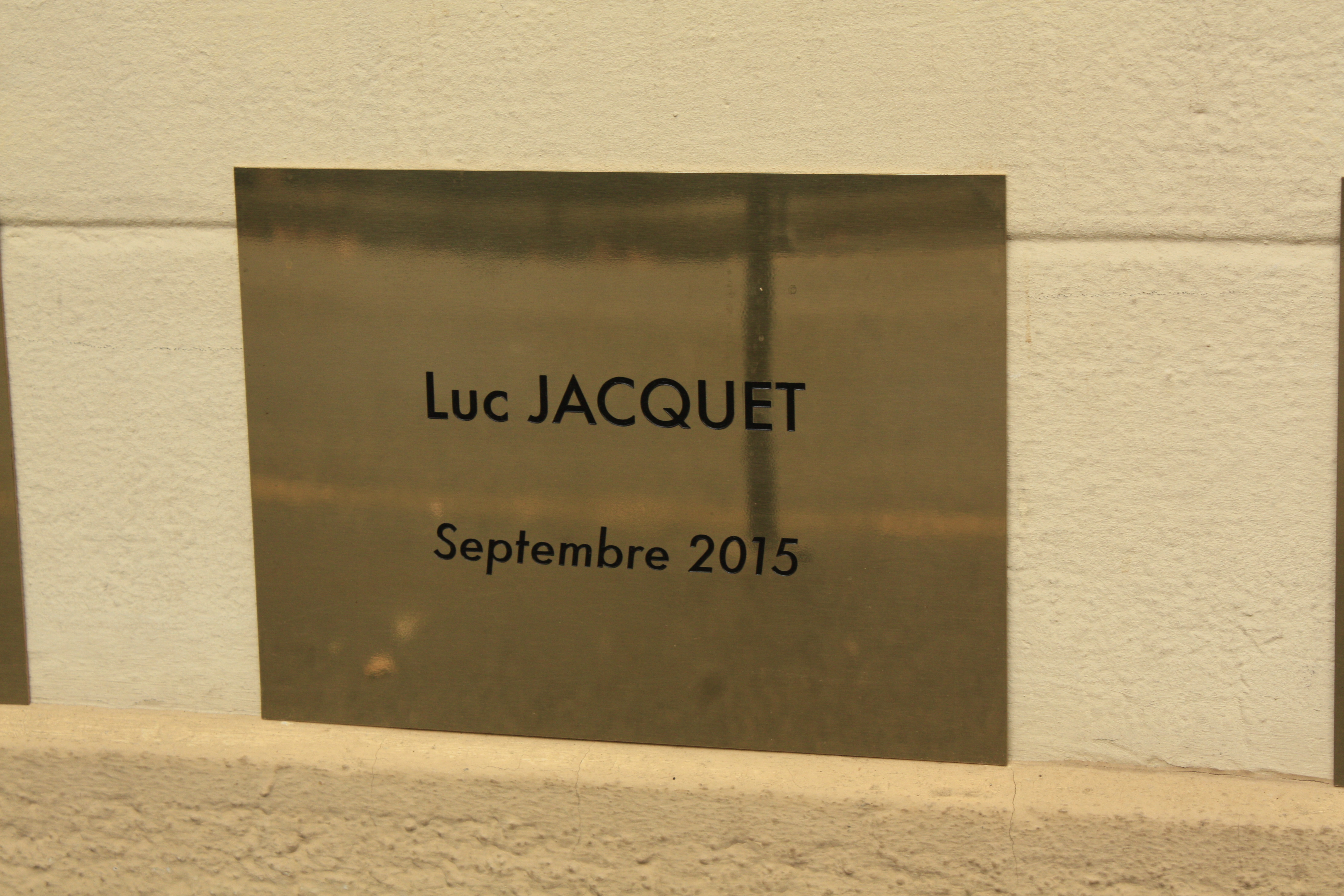
Plaque honorant Luc Jacquet sur le « Mur des cinéastes » de l'Institut Lumière.

- Septembre 2015 : plaque d'honneur sur le « Mur des cinéastes » de l'Institut Lumière à Lyon

### Récompenses
- Pour Le Printemps des phoques de Weddell :
  - Festival international du film maritime et d'exploration de Toulon 1996 : Ancre de bronze
  - Festival international du film Montagne et Aventure d'Autrans 1996 : Coup de cœur du jury
- Pour Le Léopard de mer : la part de l'ogre :
  - Festival mondial de l’image sous-marine d'Antibes 1999 : Palme d’Argent
  - Festival international du film sur la vie sauvage de Missoula 2000 : Prix pour l’excellente qualité des prises de vues sous-marines
  - Festival Ekofilm de Prague 2000 : Prix de la meilleure réalisation
- Pour Une plage et trop de manchots :
  - Festival international du film ornithologique de Ménigoute 2001 : Primé (détails non connus)
- Pour La Tique et l'Oiseau :
  - Festival international du film ornithologique de Ménigoute 2002 : Prix Nature et Découvertes
  - Festival Valvert de Bruxelles 2002 : Prix du meilleur commentaire
  - Festival de l’oiseau d'Abbeville 2002 : Prix de la Côte picarde
- Pour Des manchots et des hommes :
  - Wildlife Film Festival de Toyama 2005 : One Planet Award
  - Festival Grandeur Nature de Val-d'Isère 2005 : Grand prix du public
  - Festival Jules Verne 2005 : Meilleur film, Prix Jules-Verne du Public et Prix Jules-Verne de la Jeunesse
  - Festival de l’oiseau d'Abbeville 2005 : Grand Prix
  - Festival international du film maritime et d'exploration de Toulon 2005 : Ancre d’Argent et Prix des collégiens
  - Festival du film de montagne de Torelló 2005 : Edelweiss d'Argent
  - Banff Mountain Film Festival 2005 : Prix Adventura Homme et Environnement
- Pour La Marche de l'empereur :
  - National Board of Review 2005 : meilleur documentaire
  - Sierra Awards 2005 (Las Vegas Film Critics Society) : meilleur documentaire
  - Prix 2005 de la Phoenix Film Critics Society : meilleur documentaire
  - Prix 2005 de la Southeastern Film Critics Association : meilleur documentaire
  - Festival du film de vie sauvage de Jackson 2005 : meilleur long métrage documentaire[35]
  - Festival du film de Maui 2005 : meilleur film documentaire[35]
  - Oscars 2006 : Oscar du meilleur film documentaire
  - Trophées du Film français 2006 : Trophée de la première œuvre[37]
  - Young Artist Awards 2006 : Prix Jackie Coogan du meilleur long métrage documentaire familial
  - Broadcast Film Critics Association Award 2006 : Critics' Choice Movie Award du meilleur documentaire
  - Festival du film scientifique de La Réunion 2006 : Prix spécial du jury[35]
  - Wildscreen Festival 2006 (Royaume-Uni) : Panda-in-the-Pocket Award[35]
  - Festival international du film de Pyongyang 2006 : Primé[38] (détails non connus)
  - Character and Morality in Entertainment Awards 2006 : Prix CAMIE
- Pour Il était une forêt :
  - Festival du cinéma d'environnement de Washington (en) 2014 : Prix Polly Krakora (Polly Krakora Award for Artistry in Film)[39]
  - Cosmic Angel Awards 2014 : Prix du jury et prix du public[40]
  - Deauville Green Awards 2014 : Grand Prix du meilleur documentaire[41]
- Fête des jardiniers de Lude 2014 : Prix P.-J.-Redouté et prix du public pour l'ouvrage Il était une forêt publié en parallèle du film avec Francis Hallé[42]

### Nominations et sélections
- Pour Antarctique printemps express :
  - Festival du film de Graz 2007 : Sélection officielle
- Pour La Marche de l'empereur :
  - Festival de Sundance 2005 : sélection dans la section Special Screenings[6]
  - Satellite Awards 2005 : meilleur long métrage documentaire
  - Césars 2006 : César du meilleur premier film
  - Prix du cinéma européen 2006 : meilleur film
  - Prix David di Donatello 2006 : meilleur film européen
  - Trophées Jeunes Talents 2006 : Jeune réalisateur cinéma[43]
  - Prix 2006 de la Writers Guild of America : meilleur scénario de documentaire
  - Prix 2006 de la Chicago Film Critics Association : meilleur film documentaire
  - Prix 2006 de la Online Film Critics Society : meilleur film documentaire[35]
- Pour Le Renard et l'Enfant :
  - Young Artist Awards 2008 : Meilleur long métrage international
- Pour Il était une forêt :
  - Césars 2014 : César du meilleur film documentaire
- Pour La Glace et le Ciel
  - Festival de Cannes 2015 : film de clôture, sélection officielle hors compétition[21]
- Pour Voyage au pôle Sud: sélection officielle projection Piazza Grande, festival de Locarno 2023